# Marcel-Jean-Edmond Théry
Marcel-Jean-Edmond Théry, francoski general, * 1889, † 1959.